# 43775 Tiepolo
43775 Tiepolo è un asteroide della fascia principale. Scoperto nel 1989, presenta un'orbita caratterizzata da un semiasse maggiore pari a 3,1694498 UA e da un'eccentricità di 0,1084651, inclinata di 16,14608° rispetto all'eclittica.
Scoperto da Freimut Börngen presso l'osservatorio di Tautenburg, è stato così chiamata in onore del pittore Giovanni Battista Tiepolo.